# Ministério das Relações Exteriores da Coreia do Norte
O Ministério das Relações Exteriores da República Popular Democrática da Coreia (em coreano:  조선민주주의인민공화국 외무성) é o ministério responsável pelas política externa do governo da Coreia do Norte e pela condução das relações internacionais do país. 
Além do ministro das Relações Exteriores, o Ministério das Relações Exteriores possui um Primeiro Vice-Ministro e outros sete vice-ministros. O atual Primeiro Vice-Ministro é Kim Kye-gwan. Os outros vice-ministros incluem Choe Son-hui, Han Song-ryol, e Choe Hui-chol.
O Ministério inclui uma organização chamada Instituto de Estudos Americanos.

## Lista de Ministros das Relações Exteriores
A seguir, é apresentada uma lista de ministros das Relações Exteriores da Coreia do Norte desde a sua fundação em 1948:
| N.º | Nome (Nascimento–Morte)        | Retrato | Mandato       |
| --- | ------------------------------ | ------- | ------------- |
| 1   | Pak Hon-yong (1900–1955?)      |         | 1948-1953     |
| 2   | Nam Il (1915–1976)             |         | 1953-1959     |
| 3   | Pak Song-chol (1913–2008)      |         | 1959-1970     |
| 4   | Ho Dam (1929–1991)             |         | 1970-1983     |
| 5   | Kim Yong-nam (nascido em 1928) |         | 1983-1998     |
| 6   | Paek Nam-sun (1929–2007)       |         | 1998-2007     |
| -   | Kang Sok-ju (1939–2016)        |         | 2007          |
| 7   | Pak Ui-chun (nascido em 1932)  |         | 2007-2014     |
| 8   | Ri Su-yong (nascido em 1940)   |         | 2014-2016     |
| 9   | Ri Yong-ho (nascido em 1956)   |         | 2016-presente |